# Веленько, Николай Леонтьевич
Никола́й Лео́нтьевич Веле́нко (бел. Мікалай Лявонцьевіч Вяленка; 6 мая 1898, д. Залесье, Барановичский район — 27 января 1975) — бригадир полеводческой бригады совхоза «Вольно-Чернихово» Министерства совхозов БССР, Городищенский район Барановичской области, Белорусская ССР. Герой Социалистического Труда (1949).

## Биография
С 1939 года — рабочий, в 1944—1954 годах — бригадир полеводческой бригады экспериментальной базы «Вольно-Чернихово» Барановичского района. Звание Героя присвоено 30 марта 1949 года за получение высокого урожая семян клевера.